# Gerardo flamens
Gerardo flamens (fine secolo X – dopo il 1053) fu signore di Wassenberg dal 1042 circa fino alla sua morte.

## Origine
Di Gerardo non si conoscono gli ascendenti; gli Annales Rodenses lo presentano come nobile, famoso e potente, assieme al fratello, Ruggero (in Flandriensi provintia duo nobiles germani fratres aput saeculum praeclari et potens, alter Gerardus et alter vocabatur Rutgerus).

## Biografia
Di Gerardo si hanno poche notizie; vi sono due citazioni che lo riguardano: 
- nella prima viene citato, come testimone in un documento del Veterum scriptorum et monumentorum historicorum dell'Imperatore del Sacro Romano Impero, Corrado II il Salico, datato 1035 circa[2],
- nel secondo, ancora citato come testimone del documento n° 38 del Urkunden und Abhandlungen zur Geschichte des Niederrheins und der Niedermaas, datato 1042, dell'imperatore, Enrico III il Nero[3].

Infine, all'inizio degli Annales Rodenses, viene ricordato, senza precisare l'anno, che l'Imperatore del Sacro Romano Impero (obsequio Romani imperatoris) affidò a Gerardo la signoria di Wassenberg e al fratello, Ruggero, la signoria di Cleves (locavit Gerardum aput Wasenberch et Rutgerum aput Clive).
Non si conosce l'anno esatto della morte di Gerardo, che avvenne dopo il 1053

## Matrimoni e discendenza
Della moglie di Gerardo non conosciamo né il nome né gli ascendenti. Gerardo dalla moglie ebbe un figlio:
- Teodorico ''flamens'', come conferma il Chronicon Sancti Huberti Andaginensis (Theodericum comitem qui filius Gerardi Flamensis)[6] ( † 1082).